# Nymphalis pavo
Nymphalis pavo är en fjärilsart som beskrevs av Hans Ferdinand Emil Julius Stichel 1902. Nymphalis pavo ingår i släktet Nymphalis och familjen praktfjärilar. Inga underarter finns listade i Catalogue of Life.